# Криничний (Міллеровський район)
Криничний — хутір в Міллеровському районі Ростовської області. Входить до складу Криворізького сільського поселення.

## Географія
На хуторі всього лиш одна вулиця: Річкова.

## Населення
Населення на 2010 рік — 187 осіб